# Mira Kremer
Mira Kremer (* 1905; † 19. Oktober 1987 in Lütjensee) war eine deutsche Schachspielerin.

## Schachliche Erfolge
Mira Kremer gewann die Deutsche Damenmeisterschaft der Ostzone, die vom 23. Juli bis 7. August 1949 in Bad Klosterlausnitz stattfand. Außerdem siegte sie bei der 2. Deutschen Damenmeisterschaft der DDR vom 1. bis 18. Juli 1951 in Schwerin.
Weitere vordere Plätze bei deutschen Meisterschaften der Frauen waren:
- Dritter Platz 1939 in Stuttgart, die Friedl Rinder gewann.[1]
- Dritter Platz 1950 in Sömmerda, die Edith Keller gewann.[2]
- Dritter Platz 1951 in Bad Klosterlausnitz, die Edith Keller gewann.[3]
- Zweiter Platz 1952 in Schwerin, die Edith Keller-Herrmann gewann.[4]
- Zweiter Platz 1953 in Weißenfels, die Gertrud Nüsken gewann.[5]
- Dritter Platz 1955 in Zwickau, die  Gertrud Nüsken gewann.[6]